# Udo
Udo (łac. femur) – część kończyny miednicznej (tylnej lub dolnej) kręgowców pomiędzy stawem kolanowym a biodrowym, a także człon odnóży stawonogów.
U stawonogów udo stanowi część telopoditu, odpowiadającą meropoditowi skorupiaków. Leży pomiędzy krętarzem a golenią lub pomiędzy krętarzem a rzepką (u roztoczy kolanem), ale może być poprzedzone jeszcze przedudziem. Udo może także ulegać wtórnemu podziałowi na dwa człony: basifemur i telofemur. Wśród owadów udo jest często najdłuższą i najsilniejszą częścią odnóża. Szczególnie silnie wykształcone jest w odnóżach skocznych, np. u prostoskrzydłych.